# Akadémiai Újságírói Díj
Az Akadémiai Újságírói Díj a Magyar Tudományos Akadémia 1986-ban alapított elismerése a tudománynépszerűsítésben kiemelkedő magyar újságírók számára.

## A díj odaítélése
Az eredeti megfogalmazás szerint:

„A magyar tudomány eredményeinek népszerűsítése, a kutatómunka helyzetének ismertetése és problémáinak feltárása terén a magyar és külföldi sajtóban, más tömegtájékoztatási eszközökben kiemelkedő munkásságot kifejtő újságírók, riporterek vagy azok kollektívái részére a Magyar Tudományos Akadémia az Elnökség 11/1986. számú határozata alapján évenként Akadémiai Újságírói Díjat adományoz.”

A díjazott személyére az akadémia tudományos osztályaik tehetnek javaslatot, évente egy személy, vagy egy kollektíva kaphatja, s azt az MTA közgyűlésén adják át. A díjazással 1987-ben 10 ezer forint pénzjutalom járt.

## Díjazottak
- 2018
  - Katona Márta a Duna Médiaszolgáltató Nonprofit Zrt. szerkesztő-műsorvezetője[3]
- 2017
  - Hanula Zsolt az Index.hu újságírója[4]
- 2016
  - Esti Judit a Kossuth Rádió szerkesztő-műsorvezetője[5]
- 2015
  - Molnár Csaba a Magyar Nemzet újságírója
- 2014
  - Esti Judit a Médiaszolgáltatás-támogató és Vagyonkezelő Alap szerkesztő-műsorvezetője
- 2013
  - Szekszárdi Miklós a TiszapArt Televízió szerkesztője, műsorvezetője
- 2012
  - Veiszer Alinda a Magyar Televízió Zrt. szerkesztő-műsorvezetője
- 2011
  - Herzka Ferenc független dokumentum- és portréfilmes szerkesztő, rendező
- 2010
  - Egyed László a Csodák Palotája ügyvezető igazgatója
  - Liptay Katalin a Magyar Rádió Zrt. Kulturális Szerkesztősége kulturális újságírója
  - Stöckert Gábor az Index tudományos rovatának szerkesztője
- 2009
  - Babinszki Edit a Magyar Állami Földtani Intézet tudományos segédmunkatársa
  - Silberer Vera a Természet Világa olvasószerkesztője
  - Simon Tamás az Origo Zrt. tudományos rovatvezetője, főállású magánvállalkozó
- 2008
  - Avar László a Magyar Mezőgazdaság vezető lapszerkesztője
  - Chikán Ágnes a Délmagyarország főmunkatársa, az MTA Szegedi Biológiai Központ sajtófelelőse
  - Dürr János a Magyar Szabadalmi Hivatal kommunikációs tanácsadója
- 2007
  - Liebhardt Ágota a Magyar Rádió újságírója
  - Torda Júlia az Inforádió tudományos közéleti rovatának vezetője
  - Pásztor Zoltán a Magyar Rádió felelős szerkesztője
- 2006
  - Daniss Győző a Népszabadság nyugdíjas főmunkatársa
  - Sályi András a Magyar Rádió szerkesztője
  - Fried Judit a Magyar Távirati Iroda újságírója
- 2005
  - Kapitány Katalin a Természet Világa rovatvezetője
  - Tandi Lajos a Szeged főszerkesztője
  - Hanák Gábor történész, újságíró, filmrendező
  - Bokor Péter újságíró, filmrendező
- 2004
  - Csonka Erzsébet a Duna Televízió főszerkesztője
  - Gózon Ákos a Magyar Rádió vezető szerkesztője
  - Hovanyecz László a Népszabadság kulturális rovatának szerkesztője
- 2003
  - Lukácsi Béla a Magyar Rádió (Kossuth Rádió) munkatársa
  - Elek László a Magyar Rádió szerkesztője, a Magyar Tudomány vezető szerkesztője
- 2002
  - Ráday Mihály a Magyar Televízió főmunkatársa
  - Jéki László az MTA KFKI Részecske- és Magfizikai Kutatóintézet tudományos főmunkatársa
- 2001
  - N. Sándor László a Magyar Hírlap tudományos rovatának szerkesztője
  - Dosztányi Imre a TermészetBúvár felelős kiadója és főszerkesztője
  - Garancsy Mihály a TermészetBúvár főszerkesztő-helyettese
  - Németh Géza a Természet Világa szerkesztője
- 2000
  - Orha Zoltán a Magyar Televízió szerkesztő-riportere
  - Sipos Júlia a Magyar Rádió szerkesztője
- 1999
  - Bencze Gyula az MTA KFKI Részecske- és Magfizikai Kutatóintézet tudományos tanácsadója
  - Bódi Ágnes a Magyar Távirati Iroda munkatársa, újságíró
  - Seprős Imre a Magyar Rádió (Falurádió) szerkesztője
- 1998
  - Ötvös Zoltán a Népszabadság munkatársa
  - Gimes Júlia a Magyar Rádió főszerkesztője
  - Vikol Katalin a Magyar Televízió szerkesztője
  - Szakály István a Magyar Televízió szerkesztője
- 1997
  - Osskó Judit a Magyar Televízió szerkesztő-műsorvezetője
  - Szentgyörgyi Zsuzsa a Magyar Tudomány felelősszerkesztő-helyettese
- 1996
  - Herczeg János az Élet és Tudomány főszerkesztője
  - Lovas György a Magyar Televízió szerkesztő-riportere
- 1995
  - Sulyok Erzsébet a Délmagyarország főmunkatársa
  - Hankó Ildikó a Magyar Nemzet tudományos rovatának munkatársa
- 1994
  - Montskó Éva a Magyar Televízió szerkesztő-riportere
  - Feuer Mária a Muzsika főszerkesztője
  - Székely András a Muzsika főszerkesztő-helyettese
  - Csengery Kristóf a Muzsika olvasószerkesztője
- 1993
  - Bonyhádi Péter a Figyelő munkatársa
  - Csató Éva a Magyar Tudomány szerkesztője
- 1992
  - Győrffy Miklós a Magyar Rádió főmunkatársa
- 1991
  - Palugyai István a Magyar Hírlap tudományos munkatársa
  - Staar Gyula az Élet és Tudomány főosztályvezető-helyettese
- 1990
  - Szendei Ádám kandidátus, nyugdíjas egyetemi adjunktus
  - Kővári Péter a Magyar Televízió Művelődési Főosztály főosztályvezetője
- 1989
  - Kőrösi József a Valóság főszerkesztője
  - Juhász Árpád a Magyar Televízió Művelődési Főszerkesztőség főszerkesztő-helyettese
- 1988
  - Várhelyi Tamás a Magyar Televízió (Delta) nyugdíjas főszerkesztője
  - Pálfy G. István a Magyar Ifjúság főszerkesztő-helyettese
- 1987
  - Kovács Dénes a Népszabadság rovatvezetője
  - Simonffy Géza a Magyar Rádió tudományos rovatvezetője
  - Eke Károly a Magyar Rádió tudományos szerkesztője
  - Egyed László a Magyar Rádió tudományos külső munkatársa
- 1986
  - Pető Gábor a Népszabadság tudományos rovatának munkatársa